# Ivan Kozyrevsky
Ivan Petrovitch Kozyrevski (en russe : Иван Петрович Козыревский), né le 7 mars 1680 à Iakoutsk et mort le 2 décembre 1734 à Moscou, est un explorateur russe,,.

## Biographie
Kozyrevski est issu d'une famille de la noblesse polonaise. Son grand-père est capturé par Alexis Ier durant la guerre russo-polonaise de 1654-1667 et est alors banni à Iakoutsk. Son père est un cosaque de Iakoutsk.
En 1701, avec son père, ils sont envoyés au Kamtchatka par le voïvode de Iakoutsk Traurnicht pour transformer les habitants en sujets russes. En 1711, avec le cosaque Danila Antsiferov, ils font partie des chefs de la force cosaque qui se rebelle contre le chef régional Ossip Mironov et le représentant de l'État Atlassov, qu'ils tuent,. Pour apaiser les autorités gouvernementales, Kozyrevsky et Anzyferov soumettent les Kamchadales qu'ils obligent à payer le Iassak. Ils construisent l'ostrog Bolcheretsk (près de ce qui sera plus tard Oust-Bolcheretsk). En août 1711, Anzyferov et Kozyrevsky naviguent de Bolcheretsk vers les îles Kouriles avec une force de 50 cosaques et explorent les îles de Shumshu et Paramushir, retournant à Bolcheretsk en septembre,.
En 1713, le voïvode de Iakoutsk charge Kosyrevsky de collecter des informations sur la pointe sud du Kamtchatka, les îles voisines et le Japon afin de promouvoir le commerce avec ce pays. Kozyrevski visite Paramushir et récolte une documentation sur les îles Kouriles et sur Hokkaido.
Kosyrevsky devient moine sous le nom d'Ignati en 1717 et fonde l'ermitage de l'Assomption au Kamtchatka sur le fleuve Kamtchatka. En 1720, il est arrêté à cause du soulèvement de 1711, emmené à Iakoutsk où il construit les monastères Pokrovsky (1721) et Spassky (1722).
Lorsque l'archimandrite Théophane revient à Iakoutsk en 1724 avec un mandat d'arrêt du métropolite de Tobolsk et de Sibérie Antoni Stakhovsky, Kozyrevsky s'enfuit à Tobolsk, où il est bien accueilli par le gouverneur de Sibérie, le prince Mikhaïl Dolgorukov. Dolgorukov contacte personnellement Vitus Bering et lui conseille d'emmener Kozyrevsky avec lui sur la côte Pacifique. Mais le lourd passé de Kozyrevski l'empêche de participer à la première expédition du Kamtchatka. En 1726, Kozyrevski rencontre Bering à Iakoutsk et lui confie son travail couvrant la pointe sud du Kamtchatka et les îles jusqu'aux îles de Matmaiski et Nifon.
Kozyrevski faire construire le navire Ewers pour lui-même et navigue sur la Léna jusqu'à l'océan Arctique pour le compte d' Afanassi Chestakov en août 1728, puis passe l'hiver à Siktach sur la Léna.
En mars 1730, il remet à l'impératrice Anne une pétition à Moscou dans laquelle il explique ses services au développement orthodoxe russe du Kamtchatka. Il est reçu avec honneur et un article parait dans les Nouvelles de Saint-Pétersbourg sur les îles Kouriles qu'il a découvertes et sur une éventuelle expédition japonaise. Cependant, il se plaint au Saint-Synode du métropolite de Tobolsk, qui à son tour se plaint de l'évasion de Kozyrevski en 1724 et rappelle le meurtre d'Atlassov en 1711. Après une nouvelle enquête comportant des interrogatoires et des tortures, le général Semyon Saltykov annonce l'exil de Kozyrevsky au monastère d'Ougrecha. Après une enquête plus approfondie, le Saint-Synode le déchoit de son sacerdoce et de son statut monastique et renvoie l'affaire devant le Collège judiciaire de l'État. En janvier 1732, la condamnation à mort est prononcée.
Kozyrevsky meurt dans la prison de Moscou le 13 décembre 1734.

## Hommages
Un cap et une montagne de Paramushir, une baie et un cap sur Shumshu, une rivière et une colonie du Kamtchatka, portent son nom.